# Puerilisme
De Nederlandse filosoof en historicus Johan Huizinga bedacht de term puerilisme om kinderachtigheid en kwajongensachtigheid in de politiek aan te duiden. Het woord gebruikte Huizinga voor het eerst in zijn boek "In de Schaduwen van morgen". In het boek "Homo ludens" (De Spelende Mens), gepubliceerd in 1938, werkte Huizinga de gedachte uit en daarin stelde hij dat alles wat wij mensen samen doen spel is.
Volgens Huizinga is het spel ernstig en kan de inzet hoog zijn, maar het spelkarakter blijft.
Huizinga noemde de fanatieke vorm van partijschap die hij in de jaren 30 zag puerilisme, naar het Latijnse woord "puer" dat knaap betekent. Hij beschuldigde de fascisten en de nazi's ervan dat ze een politieke padvinderij waren. Huizinga noemde het spelgehalte in het "hedendaagsch maatschappelijk leven in het algemeen" dat ging over 1937, met inbegrip van het politieke leven spelvormen die min of meer bewust worden aangewend om "een maatschappelijken of staatkundigen toeleg te bedekken". In dat geval heeft men volgens Huizinga niet te doen met het eeuwige spel-element der cultuur maar met vals spel.
Er was in zijn ogen sprake van zich verbreidend puerilisme, een woord dat kinderachtigheid en kwajongensachtigheid in één term omvat. Kinderachtigheid en spel is niet hetzelfde.
Hele gebieden van de openbare meningsvorming werden indertijd, zo schreef Huizinga, beheerst door "het temperament van opgroeiende knapen en de wijsheid van de jongensclub". Huizinga roemde als contrast de humor in het Engelse politieke debat.
Hij rekende tot het door hem veroordeelde puerilisme
de gemakkelijk bevredigde maar nooit verzadigde behoefte aan banale verstrooiing, de zucht tot grove sensatie, de lust aan massavertoon. Op iets dieper liggend niveau sluiten daarbij aan: de levendige clubgeest met zijn aankleve van zichtbare onderscheidingsteekenen, formeele handgebaren, herkennings- en aankondigingsgeluiden (yell's, kreten, groetformules), het optrekken in marschpas en marschorde enz.. Een aantal eigenschappen, die psychologisch dieper geworteld liggen dan de genoemde, en die men eveneens het best onder den term puerilisme kan begrijpen, zijn het ontbreken van gevoel voor humor, het warmloopen op een woord, de verregaande ergdenkendheid en onverdraagzaamheid tegenover nietgroepsgenooten, de matelooze overdrijving in lof en blaam, de toegankelijkheid voor elke illusie die de eigenliefde of het beroepsbesef vleit. Veel van deze pueriele trekken vindt men ook in vroegere beschavingstijdperken ruimschoots vertegenwoordigd, doch nooit in de massaliteit en met de brutaliteit, waarmee zij in het openbare leven van heden zich breed maken. Het is hier niet de plaats voor een uitvoerig onderzoek naar de oorzaken en den groei van dit cultuurverschijnsel. Onder de factoren die er deel aan hebben behooren in ieder geval de intrede der halfontwikkelde massa's in het geestelijk verkeer, de verslapping der moreele standaarden en de al te groote geleidendheid, die techniek en organisatie aan de maatschappij verleend hebben. De adolescente geesteshouding, ongebreideld door opvoeding, vormen en traditie, tracht in elk domein de overhand te krijgen, en slaagt daarin maar al te zeer. Gansche gebieden van de openbare meeningsvorming worden beheerscht door het temperament van opgroeiende knapen en de wijsheid van de jongensclub.
De Groningse hispanist Gerardus Johannes Geers wees op trekken van puerilisme in de barokke samenlevingen, met name in Spanje.